# براگینو
براگینو (به لاتین: Bragino) یک منطقهٔ مسکونی در روسیه است که در سرزمین آلتای واقع شده‌است.